# Arthrorhabdus pygmaeus
Arthrorhabdus pygmaeus är en mångfotingart som först beskrevs av Pocock 1895.  Arthrorhabdus pygmaeus ingår i släktet Arthrorhabdus och familjen Scolopendridae. Inga underarter finns listade i Catalogue of Life.